# Миллионы Брюстера (фильм, 1985)
«Миллионы Брюстера» (англ. Brewster's Millions) — американский кинофильм 1985 года, принёсший значительный успех актёру Джону Кэнди. Седьмая экранизация знаменитых одноимённого романа и пьесы Джорджа Барра Маккатчена (впервые пьеса была перенесена на экран ещё в 1914 году).

## Сюжет
Сюжет фильма строится на том, что игрок бейсбольной команды (чернокожий Прайор) получает от скончавшегося эксцентричного родственника (белого миллионера) наследство в сотни миллионов долларов.
Однако не всё так просто: в завещании есть коварный пункт. Старик указал в записанном на киноплёнку послании, что полностью сумму наследник получит лишь в том случае, если за месяц сможет потратить 30 миллионов долларов до последнего цента. При этом он не может покупать недвижимость, автомобили, дорогие украшения, предметы искусства и тому подобное — ничего, что можно обратить обратно в деньги; через месяц у него не должно остаться ничего. Нельзя уничтожать ничего, что имеет ценность для человечества.  
Множество условий, оговорённых в завещании, создают непростую задачу и заставляют главного героя недюжинно попотеть в поисках новых методов траты денег. Отсюда проистекает множество комичных ситуаций, из которых и состоит фильм.

## В ролях
- Ричард Прайор — Монтгомери Брюстер, наследник завещания
- Джон Кэнди — Спайк Нолан
- Лонетт Макки — Анджела Дрейк, счетовод наследника, наблюдатель от адвокатской конторы
- Стивен Коллинз — Уоррен Кокс
- Джерри Орбах — Чарли Пеглер
- Пэт Хингл — Эдвард Раундфилд, душеприказчик покойного миллионера
- Хьюм Кронин — Руперт Хорн
- Това Фелдшу — Мэрилин
- Джо Грифази — Дональдо
- Питер Джейсон — Чак Флеминг
- Рик Моранис — Морти Кинг
- Яков Смирнов — Владимир
- Майк Хагерти — кладовщик